# Фаридуновка
Фаридуновка (баш. Фәриҙун) — деревня в Давлекановском районе Республики Башкортостан Российской Федерации. Входит в состав Сергиопольского сельсовета.

## География
Деревня находится на левом берегу реки Дёма.

### Географическое положение
Расстояние до:
- районного центра (Давлеканово): 4 км,
- центра сельсовета (Сергиополь): 15 км,
- ближайшей ж/д станции (Давлеканово): 4 км.

## Население
| 2002 | 2009 | 2010 |
| ---- | ---- | ---- |
| 129  | ↘127 | ↗134 |

### Национальный состав
Согласно переписи 2002 года, преобладающая национальность — башкиры (81 %).

## Достопримечательности
В деревне находится мечеть.